# Эдди, Джессика
Джессика Джейн Эдди (англ. Jessica Jane Eddie; род. 7 октября 1984, Дарем) — британская гребчиха, выступавшая за сборную Великобритании по академической гребле в период 2001—2016 годов. Серебряная призёрка летних Олимпийских игр в Рио-де-Жанейро, обладательница двух бронзовых медалей чемпионатов мира, чемпионка Европы, победительница и призёрка многих регат национального значения.

## Биография
Джессика Эдди родилась 7 октября 1984 года в Дареме, Англия. Занималась академической греблей в местном гребном клубе, состояла в гребной команде во время учёбы в Лондонском университете.
Дебютировала в гребле на международной арене в сезоне 2001 года, когда вошла в состав британской национальной сборной и выступила на юниорском мировом первенстве в Дуйсбурге, где заняла шестое место в зачёте парных четвёрок. Год спустя на аналогичных соревнованиях в Тракае показала в той же дисциплине восьмой результат.
Начиная с 2004 года выступала на взрослом уровне, в частности в этом сезоне в распашных безрульных четвёрках выиграла бронзовую медаль на этапе Кубка мира в Люцерне и финишировала шестой на чемпионате мира в Баньолесе.
В 2007 году побывала на мировом первенстве в Мюнхене, откуда привезла награду бронзового достоинства, выигранную в восьмёрках — пропустила вперёд только экипажи из Соединённых Штатов и Румынии.
Участвовала в летних Олимпийских играх 2008 года в Пекине, однако попасть здесь в число призёров не смогла — в решающем финальном заезде восьмёрок показала пятый результат.
В 2009 году в восьмёрках одержала победу на этапе Кубка мира в Баньолесе, в то время как на мировом первенстве в Познани в той же дисциплине финишировала пятой.
На чемпионате мира 2010 года в Карапиро была в восьмёрках четвёртой. Отметилась победой на этапе Кубка мира в Бледе.
В 2011 году добавила в послужной список бронзовую награду, полученную в восьмёрках на мировом первенстве в Бледе — на сей раз её обошли команды из США и Канады.
Благодаря череде удачных выступлений удостоилась права защищать честь страны на домашних Олимпийских играх 2012 года в Лондоне, вновь выступала в восьмёрках и снова оказалась в финале пятой.
После лондонской Олимпиады Эдди осталась в составе гребной команды Великобритании на ещё один олимпийский цикл и продолжила принимать участие в крупнейших международных регатах. Так, в 2013 году в восьмёрках она выступила на чемпионате мира в Чхунджу, была близка к призовым позициям, став четвёртой.
В 2014 году в восьмёрках выиграла серебряную медаль на европейском первенстве в Белграде, тогда как на мировом первенстве в Амстердаме оказалась шестой.
На чемпионате Европы 2015 года в Познани была пятой в восьмёрках, на чемпионате мира в Эгбелете — четвёртой.
Выиграв чемпионат Европы 2016 года в Бранденбурге, благополучно прошла отбор на Олимпийские игры в Рио-де-Жанейро. В составе экипажа, куда также вошли гребчихи Мелани Уилсон, Фрэнсис Хотон, Полли Суонн, Кейти Гривз, Оливия Карнеги-Браун, Карен Беннетт, Зои Ли и рулевая Зои де Толедо, в решающем финальном заезде восьмёрок пришла к финишу второй, уступив около двух с половиной секунд команде США, и тем самым завоевала серебряную олимпийскую медаль. Вскоре по окончании этого сезона приняла решение завершить спортивную карьеру.